# كاهالوشو (هاواي)
كاهالوشو (بالإنجليزية: Kahaluu CDP, Hawaii)‏ هي منطقة سكنية تقع بولاية هاواي في الولايات المتحدة. تبلغ مساحتها 11.72 كم2، وترتفع عن سطح البحر 2.1336 م، بلغ عدد سكانها 4,738 نسمة في عام 2010 حسب إحصاء مكتب تعداد الولايات المتحدة وتصل الكثافة السكانية فيها 404.3 نسمة لكل كيلومتر مربع (1,047.1/ميل2).

## التركيبة السكانية
حدّد مكتب تعداد الولايات المتحدة بيانات التركيبة السكانية لكاهالوشو في تعداد الولايات المتحدة. في ما يلي، التركيبة السكانية حسب تعدادي 2000 و2010.

### تعداد عام 2000
بلغ عدد سكان كاهالوشو 2,935 نسمة بحسب تعداد عام 2000، وبلغ عدد الأسر 927 أسرة وعدد العائلات 717 عائلة مقيمة في المنطقة السكنية. في حين سجلت الكثافة السكانية 250.4 نسمة لكل كيلومتر مربع (648.5/ميل2). وبلغ عدد الوحدات السكنية 980 وحدة بمتوسط كثافة قدره 83.6 لكل كيلومتر مربع (216.5/ميل2).
وتوزع التركيب العرقي للمنطقة السكنية بنسبة 26.85% من البيض و0.37% من الأمريكيين الأفارقة و0.07% من الأمريكيين الأصليين و22.18% من الأمريكيين ذوي الأصول الآسيوية و17.51% من سكان جزر المحيط الهادئ و0.99% من الأعراق الأخرى و32.03% من عرقين مختلطين أو أكثر و6.81% من الهسبانيون أو اللاتينيون من أي عرق.
بلغ عدد الأسر 927 أسرة كانت نسبة 40.3% منها لديها أطفال تحت سن الثامنة عشر تعيش معهم، وبلغت نسبة الأزواج القاطنين مع بعضهم البعض 54.7% من أصل المجموع الكلي للأسر، ونسبة 15.7% من الأسر كان لديها معيلات من الإناث دون وجود شريك، بينما كانت نسبة 6.9% من الأسر لديها معيلون من الذكور دون وجود شريكة وكانت نسبة 22.7% من غير العائلات. تألفت نسبة 13.5% من أصل جميع الأسر من عدة أفراد يعيشون في نفس المنزل ونسبة 3.7% كانت تتألف من شخص يعيش بمفرده يبلغ من العمر 65 عاماً أو أكثر. وبلغ متوسط حجم الأسرة المعيشية 3.17، أما متوسط حجم العائلات فبلغ 3.50.
بلغ العمر الوسطي للسكان 38.3 عاماً. وكانت نسبة 25.3% من القاطنين تحت سن الثامنة عشر، وكانت نسبة 8.2% بين الثامنة عشر والرابعة والعشرين عاماً، ونسبة 27.5% كانت واقعةً في الفئة العمرية ما بين الخامسة والعشرين والرابعة والأربعين عاماً، ونسبة 27.8% كانت ما بين الخامسة والأربعين والرابعة والستين، ونسبة 11.1% كانت ضمن فئة الخامسة والستين عاماً فما فوق. يوجد لكل 100 أنثى 102.0 ذكر، ويوجد لكل 100 أنثى في الثامنة عشر من عمرها فما فوق 96.9 ذكر.
بلغ متوسط دخل الأسرة في المنطقة السكنية 61,098 دولارًا، أما متوسط دخل العائلة فبلغ 61,184 دولارًا. وكان متوسط دخل الذكور 41,310 دولارًا مقابل 28,194 دولارًا للإناث. وسجل دخل الفرد الخاص بالمنطقة السكنية 22,204 دولارًا. وكانت نسبة 7.4% من العائلات ونسبة 7.4% من السكان تحت خط الفقر، وكان من هؤلاء نسبة 6.7% تحت سن الثامنة عشر ونسبة 3% في الخامسة والستين من العمر وما فوق.

### تعداد عام 2010
بلغ عدد سكان كاهالوشو 4,738 نسمة بحسب تعداد عام 2010، وبلغ عدد الأسر 1,392 أسرة وعدد العائلات 1,092 عائلة مقيمة في المنطقة السكنية. في حين سجلت الكثافة السكانية 404.3 نسمة لكل كيلومتر مربع (1,047.1/ميل2). وبلغ عدد الوحدات السكنية 1,473 وحدة بمتوسط كثافة قدره 125.7 لكل كيلومتر مربع (325.6/ميل2).
وتوزع التركيب العرقي للمنطقة السكنية بنسبة 22.92% من البيض و0.59% من الأمريكيين الأفارقة و0.38% من الأمريكيين الأصليين و20.68% من الأمريكيين ذوي الأصول الآسيوية و14.46% من سكان جزر المحيط الهادئ و0.68% من الأعراق الأخرى و40.29% من عرقين مختلطين أو أكثر و10.62% من الهسبانيون أو اللاتينيون من أي عرق.
بلغ عدد الأسر 1,392 أسرة كانت نسبة 37.6% منها لديها أطفال تحت سن الثامنة عشر تعيش معهم، وبلغت نسبة الأزواج القاطنين مع بعضهم البعض 57.2% من أصل المجموع الكلي للأسر، ونسبة 14.6% من الأسر كان لديها معيلات من الإناث دون وجود شريك، بينما كانت نسبة 6.7% من الأسر لديها معيلون من الذكور دون وجود شريكة وكانت نسبة 21.6% من غير العائلات. تألفت نسبة 13.4% من أصل جميع الأسر من عدة أفراد يعيشون في نفس المنزل ونسبة 5.6% كانت تتألف من شخص يعيش بمفرده يبلغ من العمر 65 عاماً أو أكثر. وبلغ متوسط حجم الأسرة المعيشية 3.39، أما متوسط حجم العائلات فبلغ 3.68.
بلغ العمر الوسطي للسكان 40.0 عاماً. وكانت نسبة 22.7% من القاطنين تحت سن الثامنة عشر، وكانت نسبة 9.3% بين الثامنة عشر والرابعة والعشرين عاماً، ونسبة 24.4% كانت واقعةً في الفئة العمرية ما بين الخامسة والعشرين والرابعة والأربعين عاماً، ونسبة 28.5% كانت ما بين الخامسة والأربعين والرابعة والستين، ونسبة 15.1% كانت ضمن فئة الخامسة والستين عاماً فما فوق. وتوزع التركيب الجنسي للسكان بنسبة 50.7% ذكور و49.3% إناث.